# Van der Helstplein 7-17
Van der Helstplein 7-17 is een gebouwencomplex aan het Van der Helstplein in Amsterdam-Zuid. Het complex is sinds 6 december 2004 een rijksmonument.
De bebouwing van gemeente Amsterdam had in de jaren tien van de 20e eeuw de Rustenburgerstraat bereikt. Ten zuiden daarvan lag een watergang, die weldra gedempt werd. Het gebied werd opgenomen in Plan Zuid van Hendrik Petrus Berlage van 1904. Vertraging zorgde ervoor dat het pleintje net buiten het definitieve plan van 1915/1917 viel (grens is dan de Lomanstraat).  
De terreinen werden in erfpacht uitgegeven en zo ook een terrein op de kop van het huizenblok Rustenburgerstraat, Van der Helstplein en Karel du Jardinstraat. Eigenaar werd de "NV Amsterdamsche Bouwmaatschappij". Zij had het plan geuit tot de bouw van acht percelen bestaande uit woon-winkeleenheid met daarop drie bovenwoningen.  De bouwmaatschappij schakelde architect Piet Kramer in voor het gevelontwerp, dat zou uitmondden in een blok met adressen aan:
- Van der Helstplein 7-17
- Rustenburgerstraat 323 en
- Karel du Jardinstraat 47.

Kramer had het ontwerp al in 1916 klaar maar materiaalschaarste veroorzaakt door de Eerste Wereldoorlog verhinderde een directe start van de bouw. Het complex werd gebouwd in 1919 en 1920 in een vroege vorm van de stijl van de Amsterdamse School, al zij het hier minder uitbundig dan elders in Amsterdam. Het complex is opgetrokken uit vijf bouwlagen, de bovenste opgenomen in de kap. Volgens de stijlkenmerken van de bouwstijl kent het complex een symmetrische opbouw, hier met een lange gevel aan het plein en twee haaks geplaatste elementen in beide straten. Anders stijlkenmerken zijn terug te vinden in de combinatie natuursteen (voornamelijk de plint) en baksteen, de zaagtandmotieven op de hoeken, de houten balustraden van de balkons en de daklijsten aan de straten. Ook in de vensters is de stijl terug te vinden. De grote glaspartijen van de woningen kennen behalve bovenlichten ook zijlichten (ook wel trapjes genoemd). Voorts is er een aantal vensterpartijen met hoek geplaatst bij de scheidslijnen tussen de bebouwing aan de straten enerzijds en plein anderzijds. Die grens is verder weergegeven in de verticale zigzag-constructie in het baksteen. Tussen de winkels en woningen is een lijst te zien die ook na diverse verbouwing nog steeds voldoet aan de stijlkenmerken van de bouwstijl; die trouwens ook terug te vinden in de deuren naar de woningen, waarin eerder genoemde trapmotieven zijn terug te vinden. Lijst en deuren zijn uitgevoerd in donkerblauw met rode accenten.
Jaap Huisman omschreef bouwblok en plein in 1994 in De Volkskrant als een plein met "Parijse sfeer". Hij wees er daarbij ook op dat de houten consoles, zigzag- en druipmotieven niet alleen decoratief overkwamen maar ook functioneel ter verhulling van de zolders. 
Het complex werd om haar stedenbouwkundige, cultuurhistorische en architectuurhistorisch belang in 2004 tot rijksmonument verklaard, alhoewel bij een restauratie een oorspronkelijk deel aan de noordzijde verdwenen is. Bij de verklaring tot monument werd ook meegenomen dat het een wezenlijk deel is (vroegste ontwerp van woningen door Kramer) is binnen het oeuvre van Piet Kramer en dat hij de lange en korte zijden van het bouwblok een aparte vormgeving gaf.
Zeven bomen die staan voor dit complex dateren uit de bouwperiode en zijn door de gemeente Amsterdam tot monumentaal groen verklaard.